# Hyporhagus obliteratus
Hyporhagus obliteratus es una especie de coleóptero de la familia Monommatidae.

## Distribución geográfica
Habita en Panamá.